# Representativ direktdemokrati
Representativ direktdemokrati är en blandning av direktdemokrati och representativ demokrati. Principen är att medborgarna själva ska välja nivån av demokratisk delaktighet. De med tid och lust kan ta del i beslutsprocessen direkt, via direktdemokratiska metoder, medan de med mindre engagemang låter en representant (t.ex. ett politiskt parti) rösta i deras ställe. Olika mellanlägen är också möjliga där medborgaren röstar själv i vissa frågor av särskilt stort intresse och lämnar övriga frågor till sin representant. 
Representativ direktdemokrati påtalas ofta som en vidareutveckling av direktdemokratin. Den invändning som de flesta brukar ha mot direktdemokrati, att vanliga människor inte har tid och lust att sätta sig in i och rösta i alla frågor, löses effektivt med representativ direktdemokrati. 
För att kunna genomföra representativ direktdemokrati krävs betydligt mer avancerade röstningssystem än idag. I praktiken krävs någon form av elektroniskt omröstningssystem. Eftersom representativ direktdemokrati kräver lagring av röstuppgifter (för att rätt representant ska kunna rösta för rätt medborgare i varje omröstning) ställs stora krav på datasäkerhet och konfidentialitet. Detta är också vad de flesta kritiker brukar rikta in sig på. 
Begreppet användes första gången av de amerikanska futuristerna Alvin och Heidi Toffler i boken The Third Wave från 1980.
Mauricio Rojas har använt uttrycket i boken Den postnationella maktens gåta och det globala protokollet. Eftersom representativ direktdemokrati är dåligt definierat och förankrat i det allmänna språket dyker det upp på de mest oväntade ställen. De flesta som använder det brukar dock, likt Toffler, syfta på någon form av blandning mellan direkt och representativ demokrati som använder elektroniska hjälpmedel för att ge medborgarna större inflytande över de fattade besluten. 
Bland anhängarna till Toffler finns bland annat konservativa amerikanska politiker som republikanen Newt Gingrich (talman i representanthuset 1995-1999).
Svenska partiet Direktdemokraterna förespråkar representativ direktdemokrati.